# Dubingiai

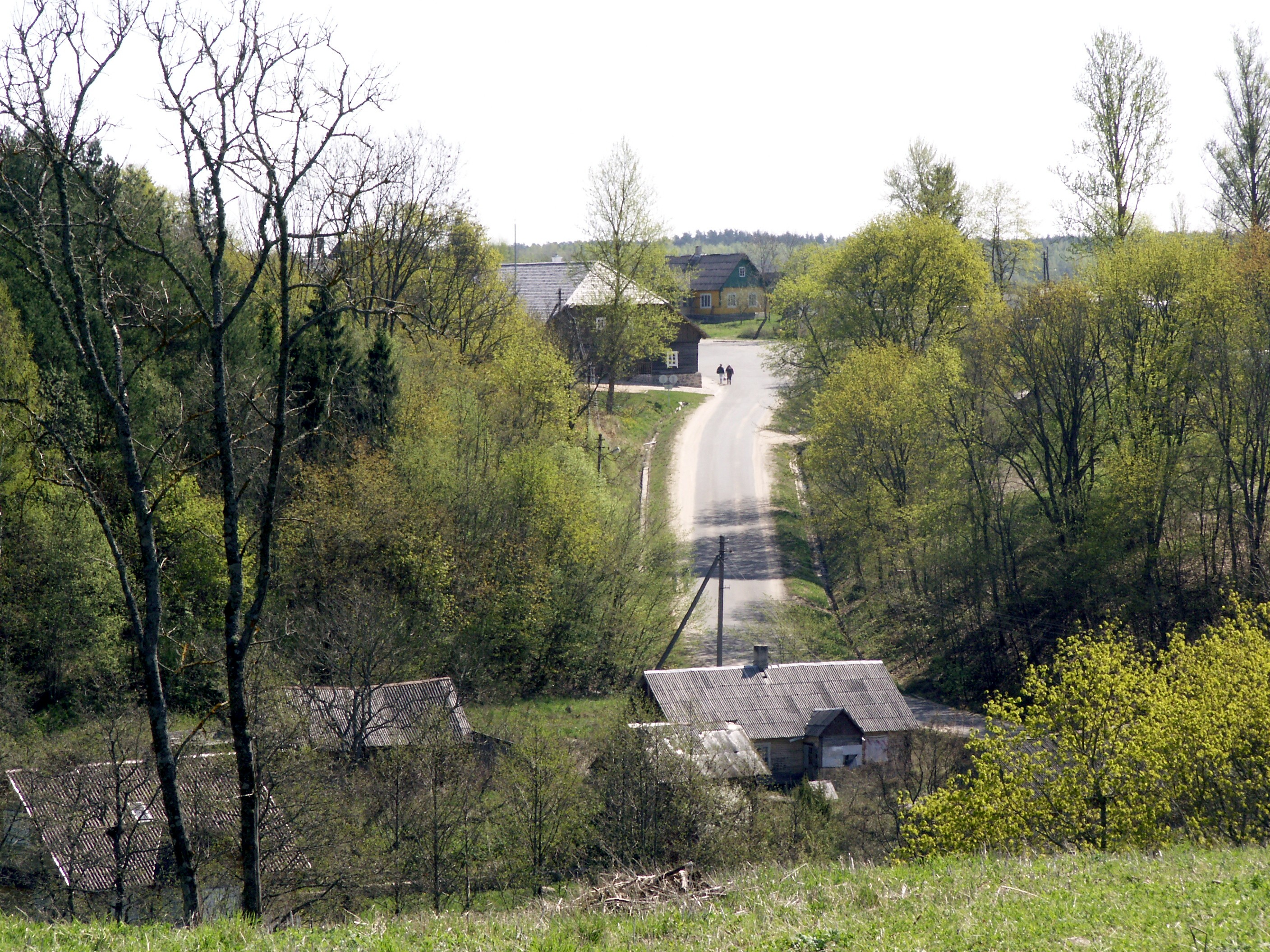

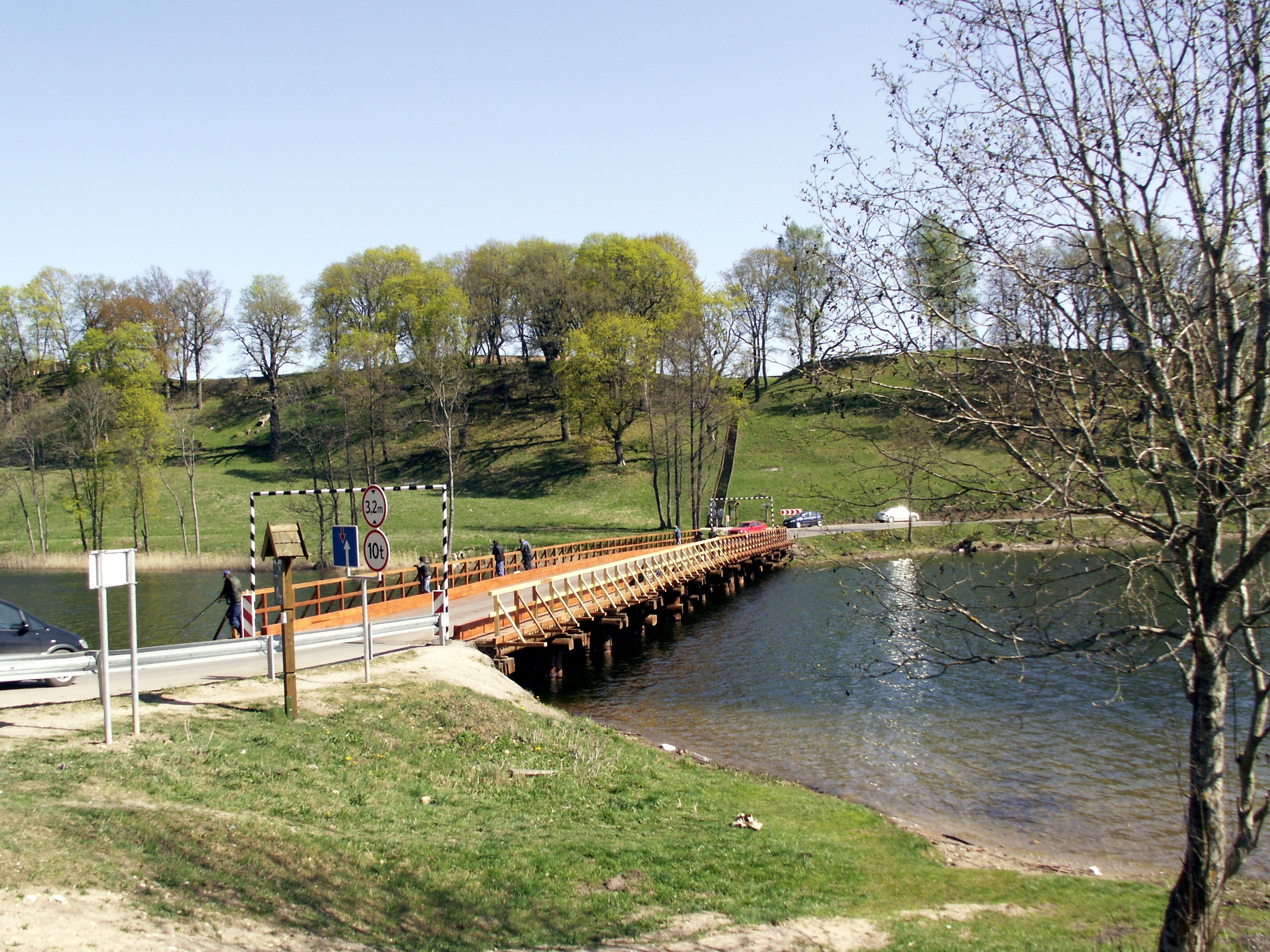
Brücke Dubingiai

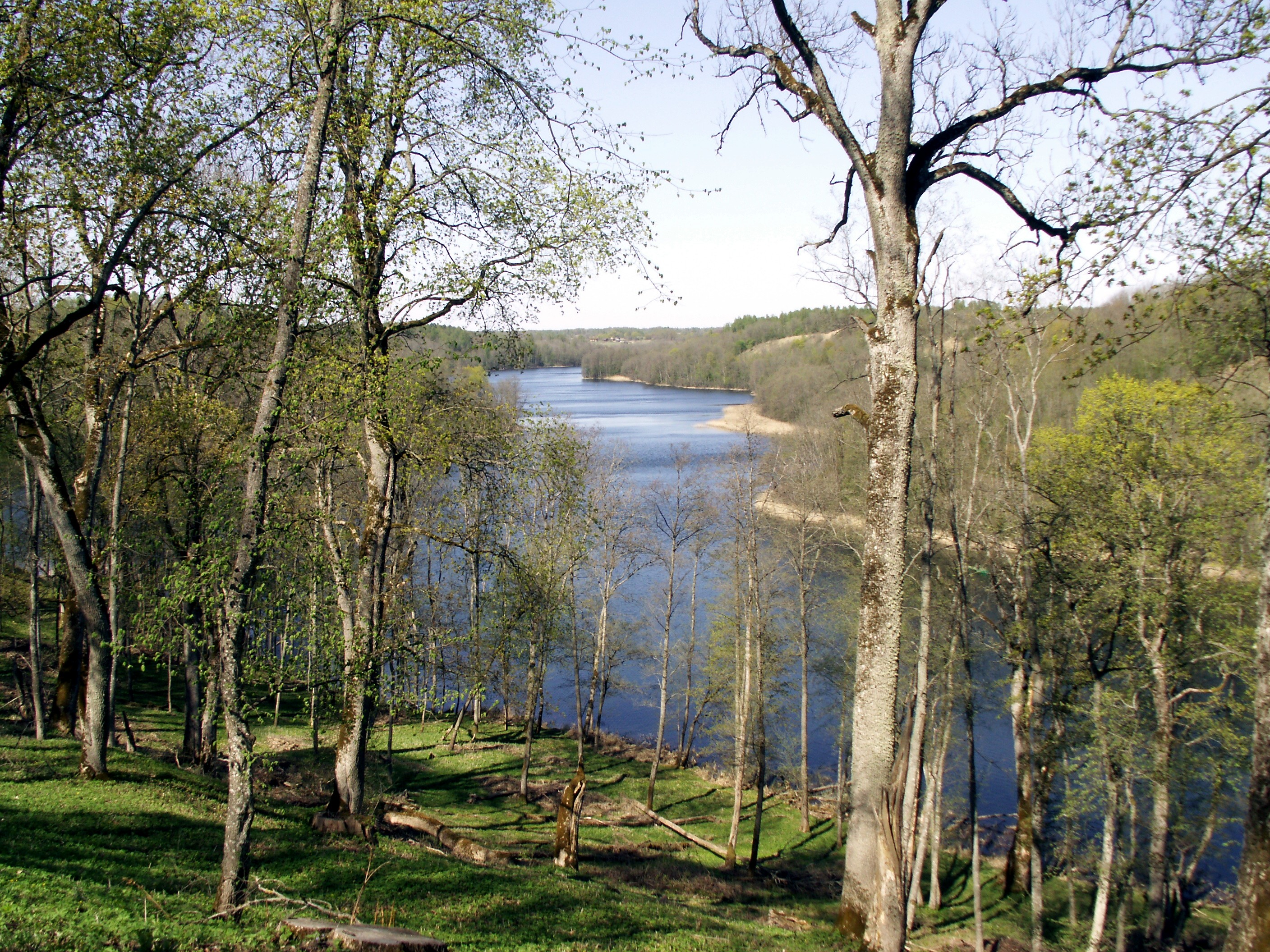
See Asveja bei Dubingiai

Dubingiai ist eine Kleinstadt (miestelis) in der Rajongemeinde Molėtai, Litauen, 20 km südlich von der Stadt Molėtai, am nördlichen Ufer der Asveja (auch Dubingiai). Es ist das Zentrum des Amtsbezirks Dubingiai und Unteramtsbezirks Dubingiai.

## Geschichte
1860 wurde die  russischsprachige Schule in Dubingiai gegründet. 1915 wurde sie zur polnischen Grundschule. 1958 erbaute man die Kirche Dubingiai. 2001 hatte der Ort 239 Einwohner. In Sowjetlitauen war Dubingiai eine Sowchos-Siedlung. Ebenso wurde jetzt ein Landesmuseum eingerichtet.